# 황선나
황선나는 대한민국의 여성 만화가이다. 11월 14일 서울에서 태어났다. 만화가 황미나의 동생이다. 작사가로도 활동한 적이 있다.

## 작품 활동
만화 잡지 《르네상스》에 《프로덕션 한》을 연재하였으며 만화 잡지 《보물섬》에 〈비상착륙〉 등의 단편을 발표하였다. 프로 만화가 동호회 나인의 정규 멤버로 활동하면서 나인의 동인지 《아홉 번째 신화》에 '해빙' 등의 작품을 발표하고 수록 작품들을 편집하였다. 언니인 만화가 황미나의 전문보좌맨이다.

## 작품 목록
- 레이크 너를 위하여....
- 사람들은 그를 카인이라 불렀다
- 세상이 태어날 때